# Meringopus relativus
Meringopus relativus är en stekelart som först beskrevs av Cresson 1879.  Meringopus relativus ingår i släktet Meringopus och familjen brokparasitsteklar. Inga underarter finns listade i Catalogue of Life.